# Цулфа, Эмилия
Эмилия Цулфа (греч. Αιμιλία Τσουλφά; род. 15 мая 1973, Афины) — греческая яхтсменка, выступающая в классе гоночных яхт 470, олимпийская чемпионка 2004 года, четырёхкратная чемпионка мира.

## Биография
Эмилия Цулфа родилась 15 мая 1973 года в Афинах.

### Спортивная карьера
В 1985 году в возрасте 12 лет начала заниматься парусным спортом на яхтах класса «Оптимист», а в 1987 году перешла в класс 420. С 1994 года она выступает в классе 470.
В 1994 году Эмилия Цулфа вместе с Екатериной Калуди выступает на первом для себя чемпионате Европы в классе 470, где занимает 43-е место. В 1995 и 1996 году они улучшают результаты, занимая 25-е и 17-е места соответственно.
В 1996 году Эмилия в паре с Екатериной Калуди выступила на Олимпийских играх в Атланте (соревнования по парусному спорту проводились недалеко от города Саванна), где они заняли 17 место в классе 470. На этой Олимпиаде Грецию в парусном спорте впервые представляли девушки.
С 1997 года Цулфа начинает выступать в паре с Софией Бекатору. В 1998 году на Всемирных парусных играх в Дубае они становятся бронзовыми призёрами, в этом же году на чемпионате Европы в Чешме завоёвывают ещё одну бронзу, а на чемпионате мира показывают 5-й результат. В 2000 году становятся чемпионками мира и чемпионками Европы в классе 470. Однако на Олимпийских играх 2000 года в Сиднее им не удается показать лучший результат и девушки занимают 14 место.
В 2001, 2002 и 2003 году Эмилия и София снова становятся чемпионками мира в классе 470. На чемпионатах Европы золото берут в 2001 и 2002 году.

В 2002 году Эмилия Цулфа и София Бекатору стали лауреатами премии «Яхтсмен года» («Rolex World Sailor of the Year»), которую вручает международная федерация парусного спорта.
На Олимпийских играх 2004 года в Афинах Эмилия Цулфа и София Бекатору завоёвывают золотую медаль. В этом же году девушки повторно становятся обладательницами награды «Яхтсмен года».
В 2006 году Цулфа приняла решения уйти из профессионального спорта из-за рождения дочери.
В начале 2020 года, когда Эмилия отводила дочерей на тренировку по парусному спорту, её бывший тренер Андреас Пападопулос предложил ей вернуться в спорт и выступать с двадцатилетней Ариадной Спанаки, которая искала пару в классе 470. Цулфа согласилась и они начали тренироваться.
В 2021 Эмилия и Ариадна выступили на чемпионате мира в классе 470 в португальском Виламоуре, где заняли 18 место и квалифицировались на Олимпийские игры. На чемпионате Европы заняли 10-е место.
На Олимпийских играх в Токио Эмилия Цулфа выступала в возрасте 48 лет, став самой возрастной спортсменкой Греции на Олимпийских играх. Цулфа и Спанаки заняли 15 место на Олимпиаде в классе 470.

### Личная жизнь
Эмилия вышла замуж в 2005 году. Имеет трех дочерей — Нэнси родилась в 2006 году, Нелли — в 2008 и Лидия — в 2010. Дочери тоже занимаются парусным спортом.
Брат Эмилии — Теодорос Цулфас (греч. Θεόδωρος Τσουλφάς) также яхтсмен и выступает на международном уровне.

## Результаты

### Олимпийские игры
| Год  | Место проведения | Класс | Партнёр          | Результат |
| ---- | ---------------- | ----- | ---------------- | --------- |
| 1996 | Атланта          | 470   | Екатерина Калуди | 17        |
| 2000 | Сидней           | 470   | София Бекатору   | 14        |
| 2004 | Афины            | 470   | София Бекатору   | 1         |
| 2021 | Токио            | 470   | Ариадна Спанаки  | 15        |

### Чемпионаты мира
| Год  | Место проведения | Чемпионат                   | Класс | Партнёр         | Результат |
| ---- | ---------------- | --------------------------- | ----- | --------------- | --------- |
| 1997 | Тель-Авив        | Чемпионат мира в классе 470 | 470   | София Бекатору  | 19        |
| 1998 | Дубай            | Всемирные парусные игры     | 470   | София Бекатору  | 3         |
| 1998 | Эль-Ареналь      | Чемпионат мира в классе 470 | 470   | София Бекатору  | 5         |
| 1999 | Мельбурн         | Чемпионат мира в классе 470 | 470   | София Бекатору  | 7         |
| 2000 | Балатон          | Чемпионат мира в классе 470 | 470   | София Бекатору  | 1         |
| 2001 | Копер            | Чемпионат мира в классе 470 | 470   | София Бекатору  | 1         |
| 2002 | Марсель          | Всемирные парусные игры     | 470   | София Бекатору  | 16        |
| 2002 | Кальяри          | Чемпионат мира в классе 470 | 470   | София Бекатору  | 1         |
| 2003 | Кадис            | Чемпионат мира              | 470   | София Бекатору  | 1         |
| 2004 | Задар            | Чемпионат мира в классе 470 | 470   | София Бекатору  | 26        |
| 2021 | Виламоура        | Чемпионат мира в классе 470 | 470   | Ариадна Спанаки | 18        |

### Чемпионаты Европы
| Год  | Место проведения | Класс | Партнёр          | Результат |
| ---- | ---------------- | ----- | ---------------- | --------- |
| 1994 | Рёбель           | 470   | Екатерина Калуди | 43        |
| 1995 | Бостад           | 470   | Екатерина Калуди | 25        |
| 1996 | Остров Хейлинг   | 470   | Екатерина Калуди | 17        |
| 1997 | Ньивпорт         | 470   | София Бекатору   | 22        |
| 1998 | Чешме            | 470   | София Бекатору   | 3         |
| 1999 | Задар            | 470   | София Бекатору   | 5         |
| 2000 | Мальчезине       | 470   | София Бекатору   | 1         |
| 2001 | Дун-Лэаре        | 470   | София Бекатору   | 1         |
| 2002 | Таллин           | 470   | София Бекатору   | 1         |
| 2003 | Брест            | 470   | София Бекатору   | 11        |
| 2021 | Виламоура        | 470   | Ариадна Спанаки  | 10        |